# Jednotky vesmírného nasazení
Jednotky vesmírného nasazení (v anglickém originále Space Force) je komediální seriál, který vytvořili Steve Carell a Greg Daniels pro Netflix. Seriál pojednává o skupině lidí, kteří mají za úkol založit šestou složku ozbrojených sil Spojených států, nazvanou Vesmírné síly Spojených států amerických. Hlavní role ztvárnili Steve Carell, John Malkovich, Ben Schwartz, Diana Silvers, Lisa Kudrow, Tawny Newsome a Jimmy O. Yang.
První řada měla premiéru na Netflixu 29. května 2020 a získala průměrné kritiky. V listopadu 2020 byla objednána druhá řada seriálu, která měla premiéru 18. února 2022 a získala pozitivní ohlasy. V dubnu 2022 byl však seriál po dvou sériích zrušen.

## O seriálu
Jedná se o komediálně-dramatický seriál z pracovního prostředí, zaměřený na skupinu lidí pověřených založením šesté složky ozbrojených sil Spojených států, Vesmírné síly Spojených států amerických. Ústředním tématem první řady je snaha generála Marka Nairda (Steve Carell) dostat se dle příkazu prezidenta na Měsíc do roku 2024. Seriál se inspiroval pokynem tehdejšího skutečného amerického prezidenta Donalda Trumpa, na jehož základě byla vytvořena nová složka armády Spojených států.

## Obsazení

### Hlavní role
| Steve Carell   | generál Mark R. Naird                         |
| John Malkovich | dr. Adrian Mallory, hlavní vědecký pracovník  |
| Ben Schwartz   | F. Tony Scarapiducci, správce sociálních sítí |
| Diana Silvers  | Erin Naird, Markova dospívající dcera         |
| Tawny Newsome  | kapitánka Angela Ali                          |
| Jimmy O. Yang  | dr. Chan Kaifang, asistent Malloryho          |
| Don Lake       | brigádní generál Bradley Gre, asistent Nairda |

### Vedlejší role
| Lisa Kudrow        | Maggie Naird, Markova manželka                     |
| Fred Willard       | Fred Naird, Markův otec                            |
| Jessica St. Clair  | Kelly King                                         |
| Spencer House      | Duncan Tabner                                      |
| Dan Bakkedahl      | ministr obrany (v 1. řadě)                         |
| Tim Meadows        | ministr obrany (v 2. řadě)                         |
| Noah Emmerich      | generál Kick Grabaston, náčelník štábu letectva    |
| Alex Sparrow       | kapitán Yuri „Bobbi“ Telatovich, ruský špion       |
| Roy Wood Jr.       | plukovník Bert Mellows                             |
| Jane Lynch         | admirál Mayweather, náčelník námořních operací     |
| Diedrich Bader     | generál Rongley, náčelník generálního štábu armády |
| Patrick Warburton  | generál Dabney Stramm, velitel námořní pěchoty     |
| Larry Joe Campbell | admirál Louis Biffoont, velitel pobřežní stráže    |

### Hostující role
| Rahul Nath        | dr. Chandreshekar |
| Tommy Cook        | Bob White         |
| Michael Hitchcock | Jerome Lalosz     |
| Kaitlin Olson     | Edison James      |
| Janina Gavankar   | Hannah Howard     |
| Bruce Locke       | generál Tsengjun  |
| Tim Chiou         | dr. Lim           |
| Patton Oswalt     | kapitán Lancaster |
| Terry Crews       | generál Aggroad   |

## Seznam dílů

### 1. řada (2020)
| Č. v seriálu | Č. v řadě | Původní název                     | Český název                         | Režie        | Scénář                              | Zveřejnění na Netflixu |
| ------------ | --------- | --------------------------------- | ----------------------------------- | ------------ | ----------------------------------- | ---------------------- |
| 1            | 1         | The Launch                        | Start                               | Paul King    | Steve Carell a Greg Daniels         | 29. května 2020        |
| 2            | 2         | Save Epsilon 6!                   | Zachraňte Epsilon 6!                | Tom Marshall | Greg Daniels                        | 29. května 2020        |
| 3            | 3         | Mark and Mallory Go to Washington | Mark a Mallory jedou do Washingtonu | Tom Marshall | Shepard Boucher                     | 29. května 2020        |
| 4            | 4         | Lunar Habitat                     | Lunární habitat                     | Paul King    | Lauren Houseman                     | 29. května 2020        |
| 5            | 5         | Space Flag                        | Cvičení Space Flag                  | Dee Rees     | Brent Forrester                     | 29. května 2020        |
| 6            | 6         | The Spy                           | Špion                               | Dee Rees     | Aasia Lashay Bullock a Connor Hines | 29. května 2020        |
| 7            | 7         | Edison Jaymes                     | Edison Jaymesová                    | Jeff Blitz   | Yael Green                          | 29. května 2020        |
| 8            | 8         | Conjugal Visit                    | Partnerská návštěva                 | David Rogers | Maxwell Theodore Vivian             | 29. května 2020        |
| 9            | 9         | It's Good to Be Back on the Moon  | Je dobré být zase na Měsici         | Daina Reid   | Paul Lieberstein                    | 29. května 2020        |
| 10           | 10        | Proportionate Response            | Přiměřená reakce                    | Daina Reid   | Greg Daniels                        | 29. května 2020        |

### 2. řada (2022)
| Č. v seriálu | Č. v řadě | Původní název            | Český název          | Režie      | Scénář           | Zveřejnění na Netflixu |
| ------------ | --------- | ------------------------ | -------------------- | ---------- | ---------------- | ---------------------- |
| 11           | 1         | The Inquiry              | Výslech              | Ken Kwapis | Steve Carrell    | 18. února 2022         |
| 12           | 2         | Budget Cuts              | Škrty v rozpočtu     | Ken Kwapis | Kim Tran         | 18. února 2022         |
| 13           | 3         | The Chinese Delegation   | Čínská delegace      | Ken Kwapis | Jimmy O. Yang    | 18. února 2022         |
| 14           | 4         | The Europa Project       | Projekt Europa       | Ken Kwapis | Lauren Houseman  | 18. února 2022         |
| 15           | 5         | Mad (Buff) Confidence    | Hrdý sponzor         | Ken Kwapis | Brent Forrester  | 18. února 2022         |
| 16           | 6         | The Doctor's Appointment | U doktora            | Ken Kwapis | Norm Hiscock     | 18. února 2022         |
| 17           | 7         | The Hack                 | Nabourání do systému | Ken Kwapis | Mamoudou N'Diaye | 18. února 2022         |

## Vznik seriálu
Dne 16. ledna 2019 bylo oznámeno, že Netflix objednal první řadu sestávající z deseti dílů. Seriál společně vytvořili Greg Daniels a Steve Carell a výkonnými producenty jsou Daniels, Carell a Howard Klein prostřednictvím společnosti 3 Arts Entertainment. Dne 13. listopadu 2020 byla objednána druhá řada, která se vyráběla ve Vancouveru, aby se snížil rozpočet seriálu. Producent Daniels vysvětlil, že pro druhou řady změní tón a důrazy seriálu a že k dosažení tohoto cíle přizvali zkušeného tvůrce Kena Kwapise. Dne 29. dubna 2022 Netflix seriál po dvou řadách zrušil.
Současně s oznámením vzniku seriálu bylo potvrzeno, že Carell ztvární v seriálu hlavní roli. Dne 26. září 2019 bylo oznámeno, že v hlavních rolích budou kromě Carrella hrát také John Malkovich, Ben Schwartz, Diana Silvers a Tawny Newsome a ve vedlejších rolích se objeví Jimmy O. Yang, Alex Sparrow a Don Lake. V říjnu 2019 se k seriálu připojili Noah Emmerich, Fred Willard a Jessica St. Clair v epizodních rolích. V dubnu 2020 bylo oznámeno, že Lisa Kudrow v seriálu ztvární malou roli. V květnu 2020 bylo oznámeno, že Jane Lynch a Roy Wood Jr. byli obsazeni do epizodních rolí. Pro herce Freda Willarda se jedná o poslední televizní roli, zemřel 15. května 2020, dva týdny před uvedením seriálu.
Hlavní natáčení první řady začalo v Los Angeles v Kalifornii dne 1. října 2019 a skončilo 10. ledna 2020. Většina exteriérových záběrů fiktivní základny vesmírných sil se natáčela v areálu Kalifornské státní univerzity v Dominguez Hills. Natáčení druhé řady začalo na konci května 2021 ve Vancouveru a skončilo na konci června 2021.